# Oravica
Die Oravica (polnisch Orawica) ist ein 30,7 km langer Fluss zum kleinen Teil in Südpolen, zum größten Teil im Norden der Slowakei in der traditionellen Landschaft Orava.
Der Fluss entspringt im polnischen Teil der Westtatra unterhalb des Bergs Siwiańskie Turnie (1065 m n.p.m.) und überquert nach etwa 750 Meter Fließstrecke die polnisch-slowakische Grenze und fließt Richtung Westen im Tal Tichá dolina in der Podtatranská brázda (deutsch etwa Graben unterhalb der Tatra). Bei der Siedlung Oravice nimmt sie den linksufrigen Bobrovecký potok auf und verläuft gen Norden durch das Bergland Skorušinské vrchy, bis sie das Becken Oravská kotlina bei Vitanová erreicht. Dort wendet sich der Fluss nach Westen, mäandriert zwischen Vitanová und Čimhová, fließt am Südrand von Liesek vorbei, mäandriert erneut und erreicht die Kleinstadt Trstená. Hinter Trstená kommt der linksufrige Zábiedovčík in die Oravica, die in Tvrdošín in die Orava mündet.